# A Carta (1940)
The Letter (bra/prt: A Carta) é um filme estadunidense de 1940, do gênero drama criminal, dirigido por William Wyler, estrelado por Bette Davis, e coestrelado por Herbert Marshall e James Stephenson. O roteiro de Howard Koch foi baseado na peça teatral homônima de 1927, de W. Somerset Maugham, derivada de sua própria historieta.
A peça teatral que baseou o roteiro do filme foi exibida de 26 de setembro a dezembro de 1927, no Teatro Morosco, em Nova Iorque, com 104 apresentações. A história foi adaptada para o cinema anteriormente em 1929, dirigida por Jean de Limur, e estrelada por Jeanne Eagels. Em 1947, a Warner Bros. adaptou a história novamente, dessa vez distribuída como "The Unfaithful", dirigida por Vincent Sherman, e estrelada por Ann Sheridan e Lew Ayres.
A história foi inspirada por um escândalo da vida real envolvendo Ethel Proudlock, a esposa do diretor de uma escola em Kuala Lumpur, que foi condenada por assassinar a tiros um amigo em abril de 1911. Ela acabou sendo absolvida.

## Sinopse
Numa noite tropical em uma plantação de borracha na Malásia, trabalhadores nativos são surpreendidos por disparos de revólver. Ao correr para ver o que aconteceu, encontram Leslie Crosbie (Bette Davis), esposa de Robert Crosbie (Herbert Marshall), o homem inglês proprietário da plantação, segurando a arma diante do corpo caído de Geoff Hammond (David Newell), outro membro da comunidade europeia que residia no local. Ela pede para chamarem a polícia e o marido, e explica que atirara em Hammond para se defender de um estupro. Leslie é levada para a cadeia em Singapura e aguarda o julgamento por assassinato enquanto seu advogado, Howard Joyce (James Stephenson) prepara a defesa, confiante que a mulher será inocentada. O caso parece simples, mas a presença de uma carta muda o rumo dos acontecimentos. 

## Elenco
- Bette Davis como Leslie Crosbie

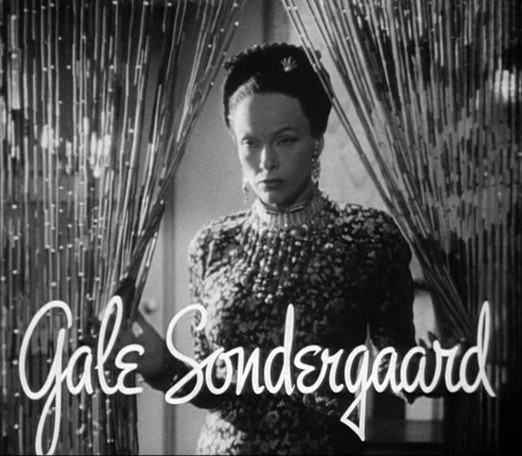
Gale Sondergaard no trailer do filme.

- Herbert Marshall como Robert Crosbie
- James Stephenson como Howard Joyce
- Frieda Inescort como Dorothy Joyce
- Gale Sondergaard como Sra. Hammond
- Bruce Lester como John Withers
- Elizabeth Earl como Adele Ainsworth
- Cecil Kellaway como Prescott
- Sen Yung como Ong Chi Seng
- Doris Lloyd como Sra. Cooper
- Willie Fung como Chung Hi
- Tetsu Komai como Carteiro

Não-creditados
- David Newell como Geoff Hammond
- Holmes Herbert como Amigo de Robert
- Leo White como Homem em Julgamento

## Produção
A administração do Código de Produção rejeitou a adaptação original da história apresentada pela Warner Bros. alegando que continha adultério e assassinato impune. Assim, foi realizado um final alternativo devidamente autorizado pelos censores. A personagem de Sra. Hammond foi alterada de amante chinesa de Geoff para sua esposa eurasiana, assim contornando os censores de interferir na história.
O diretor William Wyler e a atriz Bette Davis, que haviam trabalhado antes em "Jezebel" (1938), discordaram sobre a cena chave em que Leslie admite ao marido que ainda ama o homem que ela assassinou. Davis achava que nenhuma mulher poderia olhar nos olhos do marido ao admitir esse tipo de coisa. Wyler discordou, o que fez Davis abandonar o set de filmagens. Mais tarde, ela voltou e fez a cena do jeito que Wyler queria, mas insistiu que sua versão teria ficado melhor.
Wyler também discutiu com o chefe da Warner Bros., Jack L. Warner, sobre a escolha do ator britânico James Stephenson para interpretar o advogado Howard Joyce. Warner foi quem originalmente sugeriu Stephenson para o papel, mas depois que Wyler o escalou, Jack percebeu que o papel era importante demais para dá-lo a um ator desconhecido. Wyler insistiu até conseguir mantê-lo na produção, e a performance de Stephenson recebeu uma indicação ao Oscar.
Herbert Marshall também apareceu na versão de 1929 do filme, no qual ele interpreta o amante que é morto por Leslie. O filme de 1940 começa com o tiroteio, já a versão de 1929 começa com o confronto entre Leslie e Geoff.

## Recepção
Bosley Crowther, em sua crítica para o The New York Times, observou: "Todo o crédito final para um melodrama tão tenso e insinuante quanto o que veio este ano – um filme que atenua a tensão como a cruel tortura de um inquisidor – deve ser dado ao Sr. Wyler. Sua mão é patente por toda parte ... A senhorita Davis é uma assassina estranhamente fria e calculista que se comporta com reserva e ainda implica uma profunda confusão de emoções ... Apenas o final de The Letter é fraco – e isso é por causa do pós-escrito que o Código de Produção compeliu".
A revista Variety escreveu: "Nunca [a peça de W. Somerset Maugham] foi feita com maiores valores de produção, um elenco geral melhor ou direção mais precisa. Seu defeito é sua severidade. O diretor William Wyler, no entanto, estabelece um tempo que está no ritmo do local malaio ... Às vezes, a frigidez de Davis parece ir além da caracterização. Por outro lado, Marshall nunca vacila. Praticamente roubando essas honras no filme, no entanto, está Stephenson como o advogado, enquanto Sondergaard é a ameaça perfeita".
A revista Time Out declarou: "Um melodrama soberbamente elaborado, mesmo que nunca consiga superar a montagem melancólica com a qual começa – lua correndo atrás das nuvens, borracha pingando de uma árvore, coolies cochilando no complexo, uma cacatua assustada – quando um tiro ressoa, um homem cambaleia para a varanda e Davis o segue para esvaziar sua arma severamente em seu corpo ... [O] trabalho das câmeras, quase digno de Sternberg em sua evocação de noites sensuais na Singapura e gin slings geladas, não é igualado por sons naturais".
No Rotten Tomatoes, site agregador de críticas, 100% das 15 críticas do filme são positivas, com uma classificação média de 8,4/10.

## Adaptações para a rádio
Em 1938, o filme foi adaptado em uma apresentação de uma hora no Lux Radio Theatre, com Merle Oberon e Walter Hudson nos papéis principais.

## Prêmios e homenagens
| Ano  | Cerimônia                                       | Categoria                           | Indicado                                        | Resultado | Ref.          |
| ---- | ----------------------------------------------- | ----------------------------------- | ----------------------------------------------- | --------- | ------------- |
| 1940 | Prêmio da Associação de Críticos de Nova Iorque | Melhor diretor                      | William Wyler                                   | Indicado  |               |
| 1940 | Prêmio da Associação de Críticos de Nova Iorque | Melhor ator                         | James Stephenson                                | Indicado  |               |
| 1941 | Oscar                                           | Melhor filme                        | Hal B. Wallis                                   | Indicado  | [ 13 ] [ 14 ] |
| 1941 | Oscar                                           | Melhor diretor                      | William Wyler                                   | Indicado  | [ 13 ] [ 14 ] |
| 1941 | Oscar                                           | Melhor atriz                        | Bette Davis                                     | Indicada  | [ 13 ] [ 14 ] |
| 1941 | Oscar                                           | Melhor ator coadjuvante             | James Stephenson                                | Indicado  | [ 13 ] [ 14 ] |
| 1941 | Oscar                                           | Melhor fotografia em preto e branco | Tony Gaudio                                     | Indicado  | [ 13 ] [ 14 ] |
| 1941 | Oscar                                           | Melhor montagem                     | Warren Low                                      | Indicado  | [ 13 ] [ 14 ] |
| 1941 | Oscar                                           | Melhor trilha sonora                | Max Steiner                                     | Indicado  | [ 13 ] [ 14 ] |
| 1941 | National Board of Review                        | Melhor atuação                      | James Stephenson (também por "Shining Victory") | Venceu    |               |

O filme é reconhecido pelo Instituto Americano de Cinema na seguinte lista:
- 2003: 100 Anos...100 Heróis & Vilões:
  - Leslie Crosbie – Vilã Indicada[15]